# 半長軸

橢圓的半長軸 (a) 和半短軸 (b)。

橢圓的半長軸 （a） 和半短軸 （b）。

半長軸（長半軸）是幾何學中圓錐曲線最長的半徑或長軸的一半，因此是從中心穿過焦點到到周邊的最長線段。而長軸（或主軸）是幾何學中橢圓最長的直徑：是一條貫穿中心和焦點，末端位於周邊中相距最遠的兩個點的線段。橢圓或雙曲線的半短軸是一條與半長軸處於直角的線段，並且一端位於圓錐截面的中心。對於圓的特殊情況，半軸的長度都等於圓的半徑。
橢圓的半長軸a的長度通過離心率e和圓錐參數{\displaystyle \ell }與半短軸的長度b有關，如下所示：
根據定義，雙曲線的半長軸是兩個分支之間距離的正負二分之一。因此，它是從中心到雙曲線的頂點的距離。
拋物線可以作為橢圓序列的極限，其中一個焦點保持固定，而另一個焦點可以沿一個方向任意移動，保持{\displaystyle \ell }固定。因此a和 b趨於無窮大，a比b快。
長軸和短軸是曲線的對稱軸：在橢圓中，短軸較短；在雙曲線中，它與雙曲線不相交。

## 橢圓
橢圓的方程式是:
其中(h, k)是笛卡尔坐标系中橢圓的中心，其中任意點由(x, y)給出。
半長軸是橢圓距焦點的最大和最小距離{\displaystyle r_{\text{max}}}和{\displaystyle r_{\text{min}}}的平均值— 即從焦點到長軸端點的距離
在天文學中，這些極值點稱為拱點。
一個橢圓的長軸是內部最長的直徑，會通過中心和兩個焦點，末端結束於橢圓曲線最寬處。半長軸是長軸的一半，始於中心點經過一個焦點並終結於橢圓的邊界。在特殊狀況a=b中，半長軸就是半徑。
半長軸的長度 {\displaystyle a\!} 與半短軸 {\displaystyle b\,\!} 的關係可以經由離心率{\displaystyle e\,\!}和半正焦弦{\displaystyle \ell \,\!}推導如下：
{\displaystyle b=a{\sqrt {1-e^{2}}}\,\!}
{\displaystyle \ell =a(1-e^{2})\,\!}.
{\displaystyle a\ell =b^{2}\,\!}.
抛物線可以被視為是橢圓的極限，將一個焦點固定，而另一個焦點被隨意的移至無窮遠處的方向上，但{\displaystyle \ell \,\!}仍保持不變。因此{\displaystyle a\,\!}和{\displaystyle b\,\!}趨於無限大，{\displaystyle a\,\!}仍比{\displaystyle b\,\!}長。
半長軸是橢圓的一個焦點至邊界的最大距離和最小距離的平均值。現在考慮在極座標中的方程式，其中一個焦點位於原點，另一個焦點在x軸上，
{\displaystyle r(1-e\cos \theta )=l\,\!}.
均值由{\displaystyle r={\ell  \over {1+e}}\,\!}和{\displaystyle r={\ell  \over {1-e}}\,\!}，是 {\displaystyle a={\ell  \over {1-e^{2}}}\,\!}.

## 雙曲線（又称半实轴）
雙曲線的半長軸是兩個分支之間距離的一半。如果a是在X-軸的方向上，則方程式可以表示為：
{\displaystyle {\frac {\left(x-h\right)^{2}}{a^{2}}}-{\frac {\left(y-k\right)^{2}}{b^{2}}}=1}
在這個項目中的半正焦弦和離心率如下：
{\displaystyle a={\ell  \over e^{2}-1}}
雙曲線的橫軸延伸方向與半長軸的方向一致。

## 天文學

### 軌道週期

某些太陽系軌道（十字表示開普勒值）的軌道週期 T 與半長軸 a（遠日點和近日點的平均值）的雙對數圖，顯示a^{3}/T^{2}是常數（綠線）

在太空動力學，以圓或橢圓軌道環繞中心天體運轉的小天體的軌道週期{\displaystyle T}，是：
{\displaystyle T=2\pi {\sqrt {a^{3}/\mu }}}
此處：
{\displaystyle a}，是軌道的半長軸
{\displaystyle \mu }是標準重力參數
無論離心率是如何，半長軸相同的橢圓都有相同的軌道週期。
在天文學，是軌道的軌道元素中最重要的，他決定了軌道週期。對太陽系內的天體，半長軸與軌道週期的關係由克卜勒第三定律（原本只是經驗公式）來描述：
{\displaystyle T^{2}\propto a^{3}}，
此處T是週期，單位為年；a是半長軸，單位為AU。這個形式就是牛頓的二體問題簡化後的形式：
{\displaystyle T^{2}={\frac {4\pi ^{2}}{G(M+m)}}a^{3}}，
此處G是重力常數，M是中心天體的質量，而m是軌道上天體的質量。通常，當中心天體的值量遠大於環繞的天體時，m的質量可以忽略不計。座著這樣的假設和簡化之後，克卜勒發現的以天文單位簡化的形式就出現了。
值得注意的是，在軌道上的天體和主要的天體環繞著質心運動的路徑都是橢圓形。在天文學上的半長徑總是主、伴兩星之間的距離，因此行星的軌道參數都是以太陽為中心的項目。在"主體為中心"和"絕對"軌道之間的差別通過對地月系統的認是說明可以有更清楚的認識。質量的比是81.30059，地心的月球軌道半長軸是384,400公里；另一方面，"質心"的月球軌道半長軸是379,700公里，兩著的差別是4,700公里。月球相對於質心的平均軌道速度是1.010公里/秒，地球是0.012公里/秒，兩者之和是1.022公里/秒；同樣的，以地心的半長軸得到的月球軌道速度也是1.022公里/秒。

### 平均距離
經常會說半長軸是主伴兩天體的平均距離，其實這樣說是不夠精確的，這與如何取得平均值有關。
- 對偏近點角（q.v.）的平均距離的確就是半長軸。
- 對真近點角（從焦點上測量的真實軌道角度）的結果，說也奇怪，是軌道半短軸：{\displaystyle b=a{\sqrt {1-e^{2}}}\,\!}。

- 最後，是對平近點角（以角度表示，經過近心點之後所經歷軌道週期的分數），是對時間的平均數（通常是對門外漢所謂的"平均"）：{\displaystyle a(1+{\frac {e^{2}}{2}})\,\!}。

橢圓的平均半徑，是以幾何上的中心來測量的，其值為{\displaystyle {\sqrt {ab}}=a{\sqrt[{4}]{1-e^{2}}}\,\!}。
時間的平均值與半徑成反比，{\displaystyle r^{-1}\,\!}，是{\displaystyle a^{-1}\,\!}。

### 能量：由狀態向量的半長軸計算
在太空動力學半長軸{\displaystyle a}，可以從軌道狀態向量得到：
{\displaystyle a={-\mu  \over {2\epsilon }}}（橢圓軌道）
{\displaystyle a={\mu  \over {2\epsilon }}}（雙曲線彈道）
{\displaystyle \epsilon ={v^{2} \over {2}}-{\mu  \over \left|\mathbf {r} \right|}}（特殊軌道能量）
{\displaystyle \mu =GM}（標準重力參數）
此處：
- {\displaystyle v}，是從速度向量得到的軌道上物體的軌道速度，
- {\displaystyle \mathbf {r} }，是在笛卡尔坐标系上、相對於位置向量用於計算的軌道元素（即，對環繞地球的物體是以地球中心和赤道為基準，或對環繞太陽的天體是以太陽中心和黃道為基準），
- {\displaystyle G}，是重力常數，
- {\displaystyle M}，是中心天體的質量。

對特定的中心天體和總比能，無論離心率是多少，半長軸是一個定值。換言之，對特定的一個中心天體和半長軸，具有的總比能是一個定值。

## 例子
國際太空站的軌道週期是91.74分，它的軌道半長軸是6,738公里。

## 外部連結
- Semi-major and semi-minor axes of an ellipse（页面存档备份，存于） With interactive animation